# Pseudanthias tequila
Pseudanthias tequila là một loài cá biển thuộc chi Pseudanthias trong họ Cá mú. Loài này được mô tả lần đầu tiên vào năm 2017.

## Từ nguyên
Từ định danh tequila bắt nguồn từ tên gọi của cocktail Tequila Mặt trời mọc (Tequila Sunrise), hàm ý đề cập đến màu sắc bắt mắt của cá đực như màu của loại nước này.

## Phạm vi phân bố và môi trường sống
P. tequila được mô tả dựa trên hai mẫu vật của loài này được thu thập tại quần đảo Ogasawara (Nhật Bản); ngoài ra, P. tequila cũng đã được chụp ảnh tại các đảo Guam, Saipan và Tinian (đều thuộc quần đảo Mariana).
P. tequila chủ yếu được tìm thấy trong các hang động trên rạn viền bờ ở độ sâu khoảng 40–60 m.

## Mô tả
Mẫu định danh có chiều dài chuẩn đo được là 6 cm, thuộc về cá thể đực; mẫu phụ chuẩn còn lại thuộc về cá cái, có chiều dài chuẩn là gần 3,2 cm.
Đầu và thân cá đực màu hồng tím. Một dải tím tươi kéo dài từ dưới mắt đến gốc vây ngực. Mõm và khu vực xung quanh hốc mắt có màu đỏ cam. Vảy trên thân màu đỏ nâu. Mống mắt màu cam hoặc tím, viền vàng tươi bao quanh đồng tử. Phần lưng có dải đỏ cam bao phủ từ phía sau đầu đến cuống đuôi; một dải tương tự từ gốc vây ngực dọc theo bên lườn kéo dài đến cuống đuôi. Vây lưng màu vàng lục (ở phần phía trước gai thứ 8 hoặc 10), phần còn lại màu đỏ tươi; dải xanh lam dọc theo gốc vây, rìa ngoài viền xanh óng. Vây hậu môn màu đỏ tươi ở nửa trước, nửa sau màu xanh lam. Vây đuôi nhiều kiểu màu (có thể là do tâm trạng của chúng), có thể là màu vàng tươi, vàng lục với gốc màu tím, hoặc duy nhất chỉ màu tím; viền xanh óng ở rìa trên và dưới. Vây bụng màu vàng tươi, có gai màu đỏ sẫm đến đỏ cam. Vây ngực trong suốt, phớt cam.
Thân cá cái màu hồng cam hoặc tím nhạt; cuống đuôi màu vàng. Phần trên của đầu và mõm màu vàng nhạt đến vàng tươi. Vảy trên thân màu đỏ nâu. Mống mắt vàng với vòng tím bao quanh đồng tử. Vây lưng trong mờ, màu vàng lục ở trước, chuyển dần sang đỏ ở cuối, viền xanh tím ở rìa. Vây hậu môn đỏ nhạt, phớt vàng ở trước, viền xanh tím ở rìa. Vây đuôi vàng tươi, vàng trong suốt ở các tia chính giữa, viền xanh tím ở rìa trên và dưới. Vây bụng màu vàng trong, viền xanh tím ở rìa. Vây ngực trong suốt, phớt hồng cam.
Số gai ở vây lưng: 10 (gai thứ 3 vươn cao nhất, đặc biệt là cá đực); Số tia vây ở vây lưng: 16; Số gai ở vây hậu môn: 3; Số tia vây ở vây hậu môn: 7; Số gai ở vây bụng: 1; Số tia vây ở vây bụng: 5; Số tia vây ở vây ngực: 18; Số vảy đường bên: 46–47.